# Бремзер, Синди
Синтия (Синди) Мэй Бремзер-Уитмор (англ. Cynthia "Cindy" Mae Bremser-Whitmore; род. 5 мая 1953, Шебойган, Висконсин) — американская легкоатлетка, специалистка по бегу на средние и длинные дистанции. Выступала за сборную США по лёгкой атлетике в 1975—1987 годах, обладательница бронзовой медали Игр доброй воли, серебряная призёрка Панамериканских игр, победительница национальных и международных стартов, участница летних Олимпийских игр в Лос-Анджелесе.

## Биография
Синди Бремзер родилась 5 мая 1953 года в Милуоки, штат Висконсин. Занималась лёгкой атлетикой во время учёбы в Висконсинском университете в Мадисоне, позднее представляла Nike North Track Club.
Впервые заявила о себе на международном уровне в сезоне 1975 года, когда вошла в состав американской сборной и выступила на Панамериканских играх в Мехико, где в зачёте бага на 1500 метров стала чествёртой.
В 1976 году в 1500-метровой дисциплине выиграла бронзовую медаль на международном турнире в Кёльне. Пыталась пройти отбор на Олимпийские игры в Монреале, однако на национальном олимпийском отборочном турнире в Юджине финишировала лишь четвёртой.
В 1978 году отметилась выступлением на чемпионате мира по кроссу в Глазго, заняла 23-е место.
В 1980 году одержала победу в беге на 2 мили на чемпионате США в помещении в Нью-Йорке.
В 1983 году на впервые проводившемся чемпионате мира по лёгкой атлетике в Хельсинки не смогла преодолеть предварительный квалификационный этап в беге на 1500 метров, показав время 4:14.10. Позднее на Панамериканских играх в Каракасе завоевала серебряную награду в той же дисциплине.
Став второй на национальном олимпийском отборочном турнире, в 1984 году Бремзер удостоилась права защищать честь страны на летних Олимпийских играх в Лос-Анджелесе — в финале дистанции 3000 метров с результатом 8:42.78 финишировала четвёртой.
В 1985 году в беге на 3000 метров стала третьей на Кубке мира в Канберре, в беге на 5000 метров взяла бронзу турнира Prefontaine Classic в Юджине.
В 1986 году среди прочего завоевала бронзовую награду в дисциплине 5000 метров на Играх доброй воли в Москве.
В 1987 году принимала участие в чемпионате мира в Риме — на предварительном квалификационном этапе бега на 3000 метров показала время 8:54.17, чего оказалось недостаточно для выхода в финал.
После завершения спортивной карьеры работала медсестрой.